# Jord (Anders Jormin-album)
Jord från 1995 är ett musikalbum med basisten Anders Jormin.

## Låtlista
Alla låtarna är skrivna av Anders Jormin.
1. Bagatell – 6:27
2. Sofala – 8:30
3. Mullv – 2:09
4. Terra – 9:34
5. Moçambique – 7:32
6. Sul tasto – 6:49
7. Not – 8:38
8. December – 6:58
9. Mylla – 2:07
10. Q – 7:35

## Medverkande
- Anders Jormin – bas
- Per Jørgensen – trumpet, sång, slagverk
- Lisbeth Diers – slagverk, sång
- Severi Pyysalo – vibrafon
- Harald Svensson – keyboard